# Sms-bom
Een sms-bom is een grote verzameling sms-berichten die tegelijkertijd of achter elkaar naar een telefoonnummer gestuurd worden.
Een sms-bom kan worden ingezet als middel tegen telefoondiefstal. Wanneer de eigenaar van een gestolen telefoon aan een speciale dienst doorgeeft dat zijn toestel gestolen is, krijgt het betreffende toestel een grote hoeveelheid sms-berichten automatisch toegestuurd zodat de dief onophoudelijk gestoord wordt en het toestel moeilijk kan gebruiken. Soms voert de politie zo'n dienst uit.
Sms-bom is ook een andere benaming voor bulk-sms. Bij bulk-sms wordt er een groot aantal sms-berichten verstuurd, door middel van een online platform, naar meerdere telefoonnummers. In tegenstelling tot een sms-bom, wordt een bulk-sms met een informatief doeleinde gebruikt. Een bulk-sms kan ingezet worden door de politie om informatie bij een specifieke groep mensen op te vragen.